# Kilroy Bluff
Das Kilroy Bluff ist ein 1040 m hohes und vereistes Felsenkliff in der antarktischen Ross Dependency. In den Churchill Mountains ragt es an der Westflanke des Nursery-Gletschers unmittelbar an der Einmündung des Jorda-Gletschers auf.
Namensgebend sind zwei Bergkessel auf der Ostseite des Kliffs, die bei bestimmten Lichtverhältnissen an das Graffito Kilroy was here erinnern.